# Soumaya Ben Sassi
Soumaya Ben Sassi, née le 3 janvier 1982, est une lutteuse tunisienne.

## Carrière
Soumaya Ben Sassi est médaillée d'or dans la catégorie des moins de 63 kg aux championnats d'Afrique 2003 au Caire puis médaillée d'argent dans la même catégorie aux Jeux africains de 2003 à Abuja et aux championnats d'Afrique 2004 au Caire. Elle remporte le titre des moins de 72 kg aux championnats d'Afrique 2006 à Pretoria et aux championnats d'Afrique 2007 au Caire, puis obtient la médaille d'or dans la catégorie des moins de 67 kg aux Jeux africains de 2007 à Alger.